# Ancistrus chagresi
Ancistrus chagresi és una espècie de peix de la família dels loricàrids i de l'ordre dels siluriformes.

## Morfologia
Els mascles poden assolir els 19,5 cm de longitud total.

## Distribució geogràfica
Es troba a l'Amèrica Central: Canal de Panamà.